# Hugin och Munin

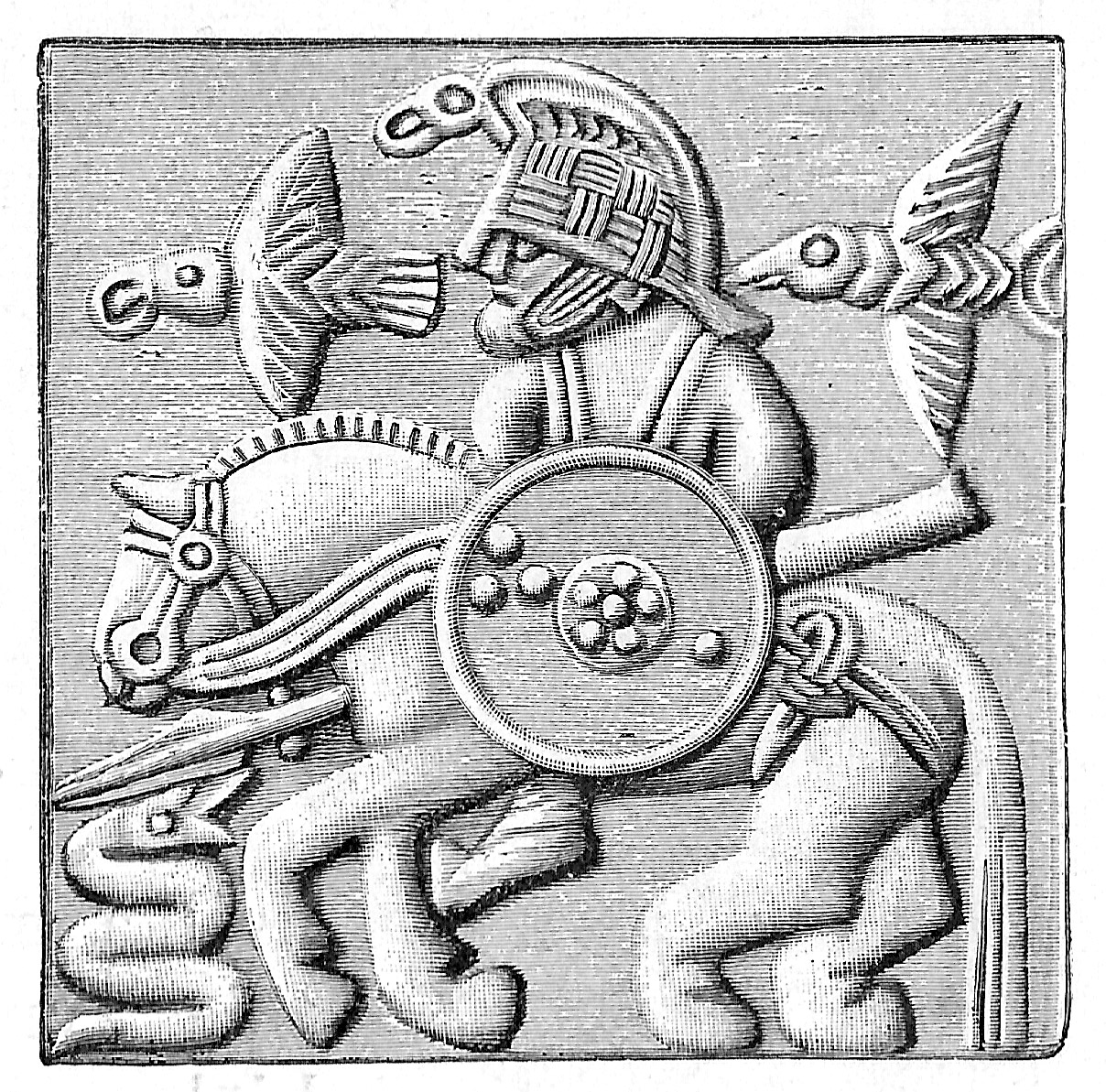
Vendeltida pressad hjälmplåt i brons, funnen i Vendel, som tolkas avbilda Oden på hästen Sleipner med spjutet Gungner och korparna Hugin och Munin flygandes ovan.

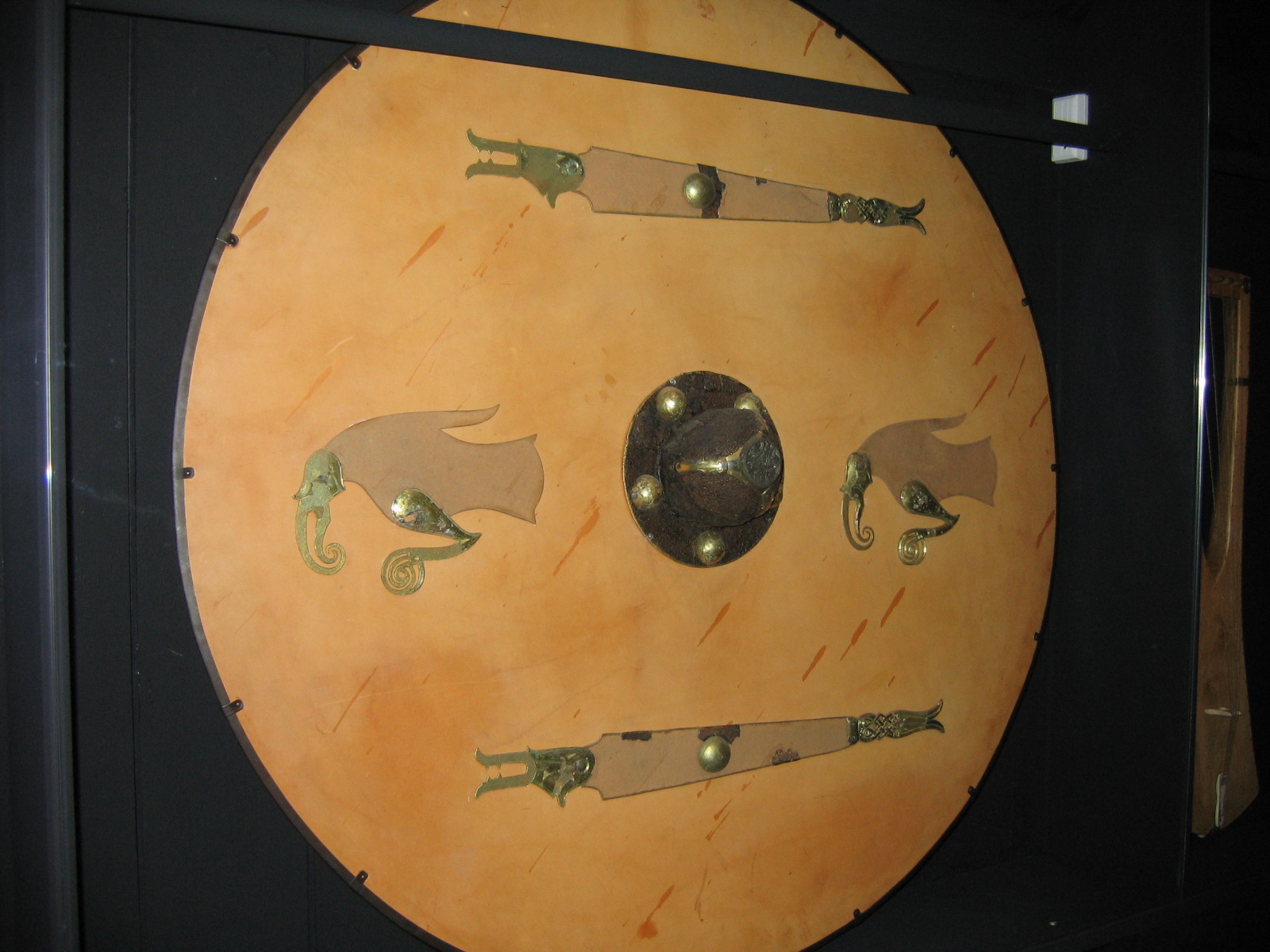
Vändeltida sköld funnen i Vendel med två korpmotiv som troligen hänvisar till Hugin och Munin.

Hugin och Munin (fornnordiska: Huginn och Muninn, ”Hågen” och ”Månen”) är i nordisk mytologi asaguden Odens två tamkorpar som personifierar hans håg och mån, alltså hans sinne.
Oden sänder dagligen ut korparna i världen för att inhämta information åt honom. Hugin och Munin flyger över både Asgård och Midgård. De ser allt och återvänder till Oden och berättar vad de sett. Hemmavid sitter de på hans skuldror. Oden är enligt Grimnesmål mycket orolig för att de en dag inte ska komma tillbaka, i synnerhet Munin.

## Etymologi
Hugin (fornnordiska: Huginn) betyder direkt ”hågen/hugen” (bestämd singular av ”håg/hug”), det vill säga ungefär ”förståndet, tanken, sinnet, känslan, medvetandet, egenviljan, uppsåtet” med mera. Jämför uttrycket ”komma ihåg”.
Munin (fornnordiska: Muninn) betyder direkt ”månen/manen” (bestämd singular av ”mån/man”, till ordfamiljen för minne, månne, mana etc), det vill säga ungefär ”månet, manet, vädjan, viljan, avsikten, omtanken, undran, nyfikenheten, intresset, minnet, viljan att veta och minnas” med flera andra abstrakta betydelser.

## Galleri

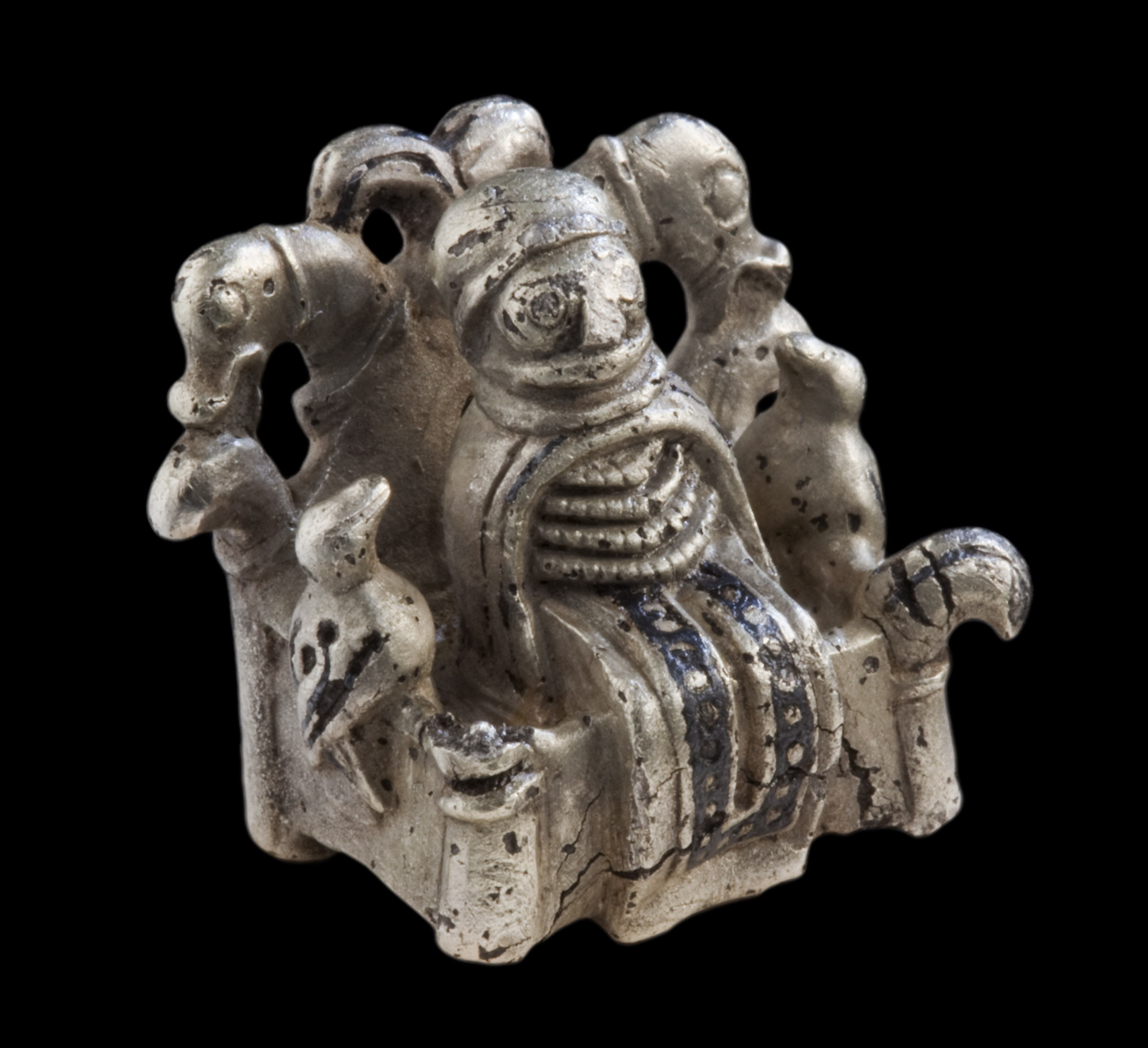
Vikingatida avbildning av Oden på sin tron med sina djur, funnen i Lejre, Danmark (900-tal).
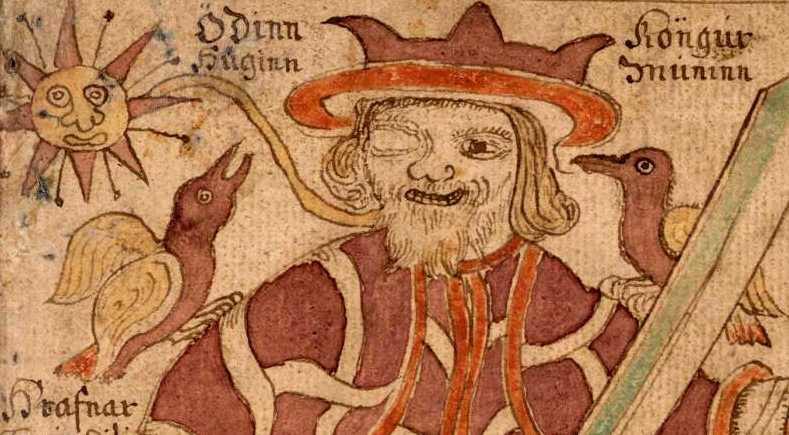
Hugin och Munin sittande på Odens axlar från ett isländskt 1700-talsmanuskript.
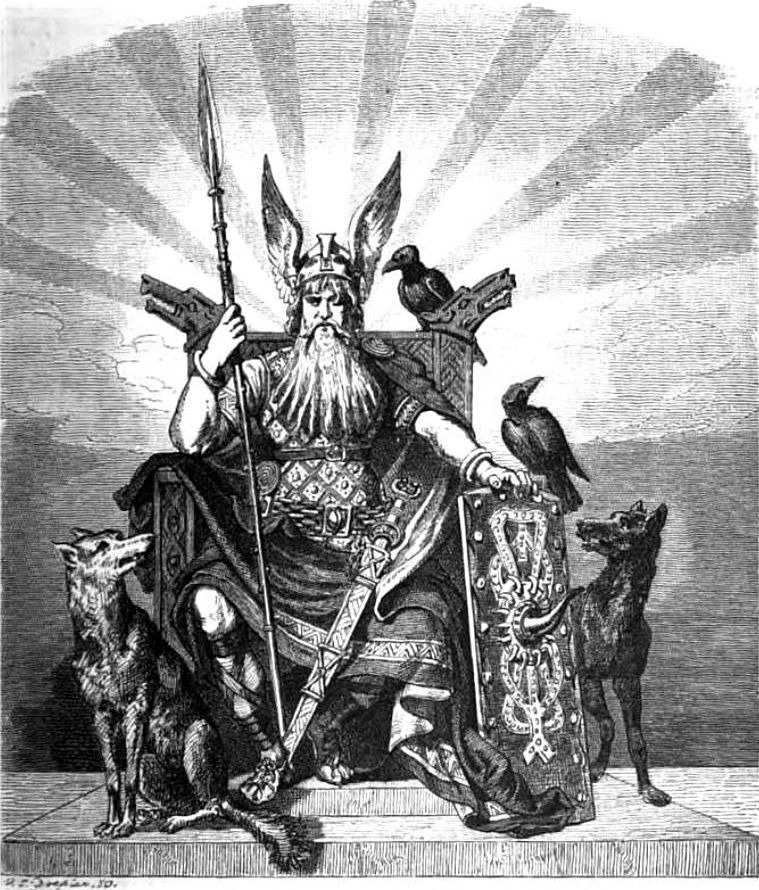
Nationalromantisk avbildning av Oden på sin tron med sina djur, av Carl Emil Doepler (1882).
Modern avbildning av Oden på sin tron med sina djur, av Kim Diaz Holm (2020).